# Elizabeth Diller

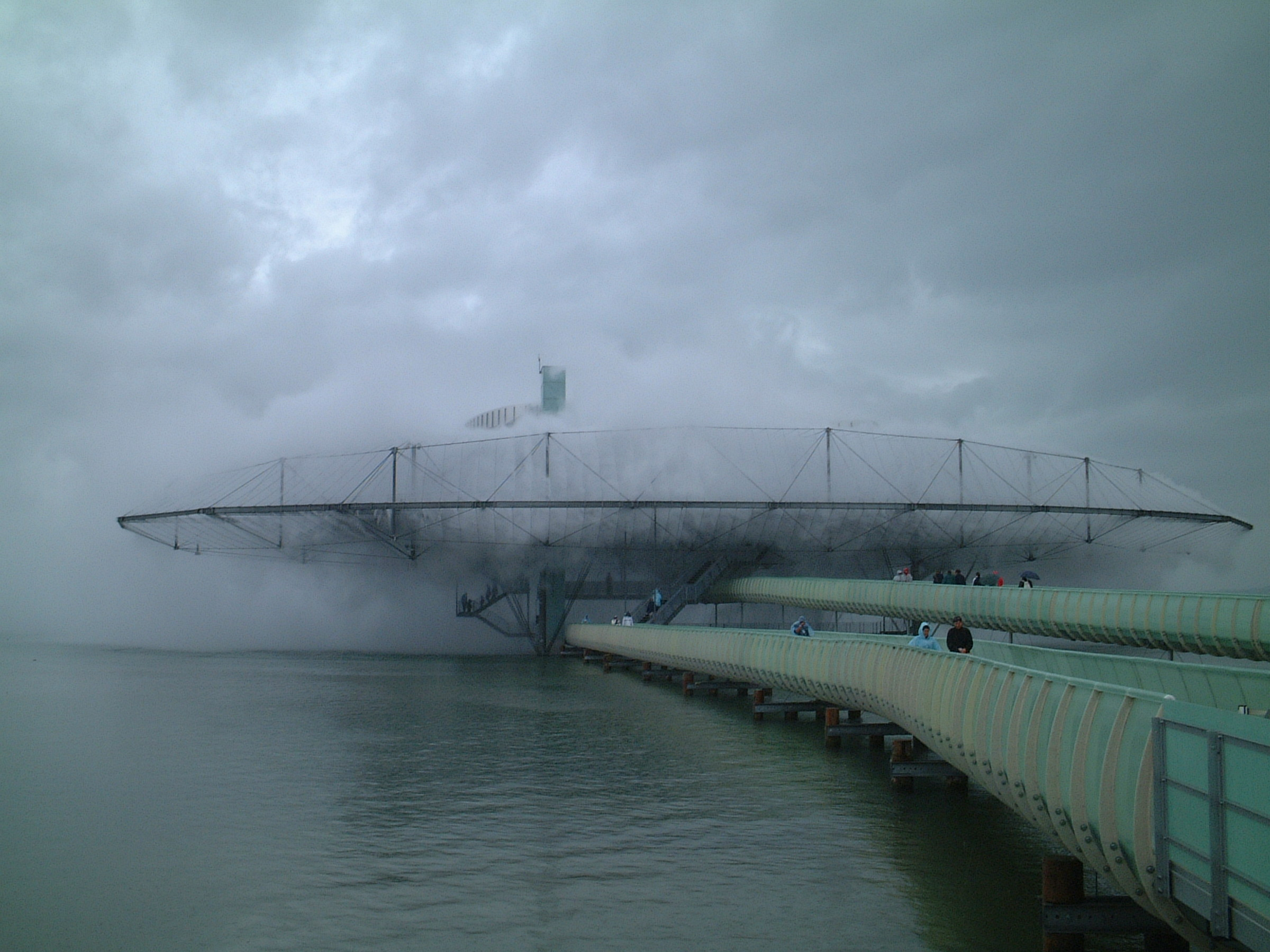
Blur Building på Expo.02 i Yverdon-les-Bains

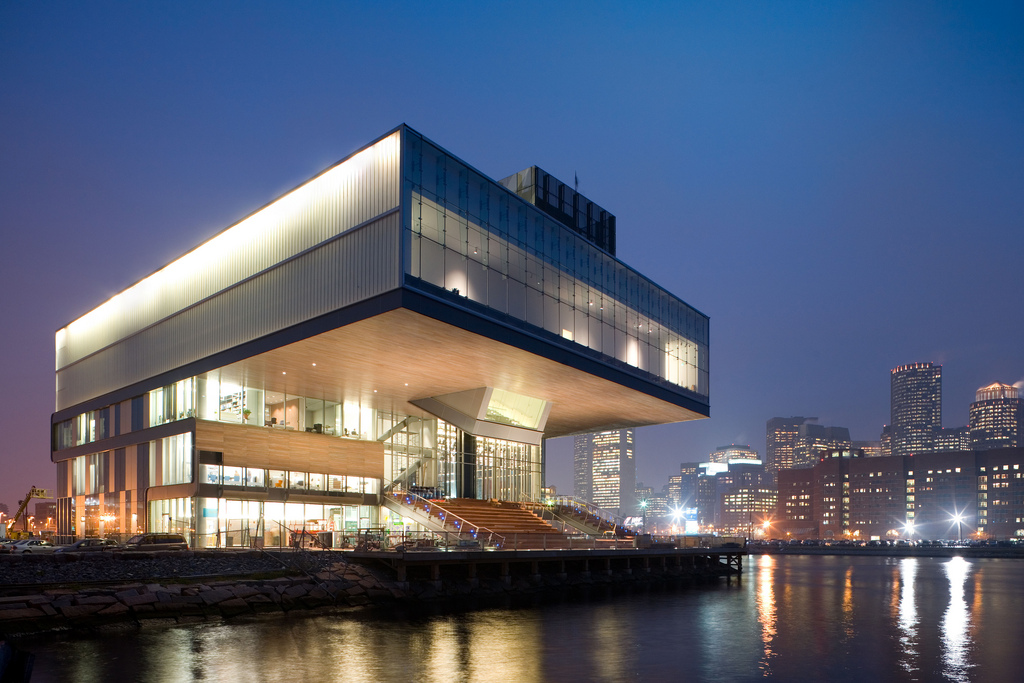
Institute of Contemporary Art i Boston

Elizabeth Diller, född 1954 i Łódź i Polen, är en amerikansk arkitekt.

## Biografi
Elizabeth Diller grundade 1979, tillsammans med Ricardo Scofidio, som hon också är gift med, arkitektbyrån Diller + Scofidio i New York. Hon mötte sin man på 1970-talet, när hon utbildade sig på The Cooper Union for the Advancement of Science and Art i New York och han undervisade där. Hon tog arkitektexamen 1979 och har också själv undervisat på Cooper Union 1981–1990.
I hennes och Ricardo Scofidios arbeten ingår framför allt konstinstallationer och performancekonst. 
Elizabeth Diller och Ricardo Scofidio mottog 1999 gemensamt MacArthur-stipendium.

## Projekt i urval
- Blur Building, 2002, i Yverdon-les-Bains, i Schweiz, inom ramen för Expo.02
- Landskapsarkitekturprojektet High Line i Chelsea på Manhattan i New York
- Eyebeam Institute of Technology, på 21st Street i New York